# Tytsjerksteradiel
Tytsjerksteradiel (neerlandeză Tietjerksteradeel) este o comună în provincia Frizia, Țările de Jos. 

## Localități componente
Aldtsjerk (Oudkerk), Bartlehiem, Burgum (Bergum), Earnewâld (Eernewoude), Eastermar (Oostermeer), Garyp (Garijp), Gytsjerk (Giekerk), Hurdegaryp (Hardegarijp), Jistrum (Eestrum), Mûnein (Moleneind), Noardburgum (Noordbergum), Oentsjerk (Oenkerk), Ryptsjerk (Rijperkerk), Sumar (Suameer), Suwâld (Suawoude), Tytsjerk (Tietjerk), Wyns (Wijns).

## Personalități marcante
- Doutzen Kroes, fotomodel